# Ryota Noguchi
Ryota Noguchi (野口 遼太 Noguchi Ryota?, nacido el 24 de junio de 1986 en Kagawa) es un futbolista japonés que se desempeña como defensa.

## Trayectoria

### Clubes
| Club                | País  | Año         |
| ------------------- | ----- | ----------- |
| Kamatamare Sanuki   | Japón | 2011 - 2015 |
| Suzuka Unlimited FC | Japón | 2016        |
| Veertien Mie        | Japón | 2017        |

## Estadística de carrera

### J. League
| Club              | Año   | J. League | J. League | Copa J. League | Copa J. League | Total | Total |
| Club              | Año   | Part.     | Goles     | Part.          | Goles          | Part. | Goles |
| ----------------- | ----- | --------- | --------- | -------------- | -------------- | ----- | ----- |
| Kamatamare Sanuki | 2014  | 14        | 0         | -              | -              | 14    | 0     |
| Kamatamare Sanuki | 2015  | 0         | 0         | -              | -              | 0     | 0     |
| Total             | Total | 14        | 0         | 0              | 0              | 14    | 0     |